# Helichrysum litoreum
Espèce
Helichrysum litoreum est une espèce de plante à fleurs de la famille des Astéracées.
C'est une plante méditerranéenne.